# Зе Луїш
Жозе́ Луї́ш Ме́ндіш Андраде́ (порт. José Luís Mendes Andrade, нар. 24 січня 1991, Фогу), відоміший як Зе Луїш — кабовердійський футболіст, нападник португальського клубу АВС та збірної Кабо-Верде.

## Клубна кар'єра
У дорослому футболі дебютував 2009 року виступами за команду клубу «Жіл Вісенте», в якій провів два сезони, взявши участь у 26 матчах чемпіонату. У складі «Жіл Вісенте» був одним з головних бомбардирів команди, відзначаючись забитим голом щонайменше у кожній другій грі першості.
До складу клубу «Брага» забивний форвард приєднався 2011 року, втім стати гравцем основного складу африканцю не вдалося. Частину 2012 року провів в оренді у «Жіл Вісенте», після чого повернувся до «Браги». В сезоні 2013/14 також на умовах оренди грав в Угорщині за «Відеотон».
2015 року став гравцем московського «Спартака», відігравши в клубі 4 сезони перейшов до складу «Порту».
Восени 2020 року повернувся до Росії і став гравцем московського «Локомотива». Взимку 2022 його контракт з клубом був розірваний.
В лютому 2022 до кінця сезону підписав контракт з саудівським «Ат-Таавуном». Після закінчення контракту покинув клуб.
Погравши по одному сезону за турецький «Хатайспор» та португальский «Фаренсе», у 2024 році Зе Луїш приєднався до новачка португальської Прімейри АВС.

## Виступи за збірну
У 2010 році дебютував в офіційних матчах у складі національної збірної Кабо-Верде. Наразі провів у формі головної команди країни 13 матчів, забивши 2 голи.
Був включений до складу збірної для участі у Кубку африканських націй 2013 року у ПАР.

## Титули і досягнення
- Володар Кубка португальської ліги (1):

«Брага»: 2012-13
- Чемпіон Росії (1):

«Спартак» (Москва): 2016-17
- Володар Суперкубка Росії (1):

«Спартак» (Москва): 2017
- Чемпіон Португалії (1):

«Порту»: 2019-20
- Володар Кубка Португалії (1):

«Порту»: 2019-20
- Володар Кубка Росії (1):

«Локомотив» (Москва): 2020-21